# Слободчиков, Виктор Тимофеевич
Виктор Тимофеевич Слободчиков (род. 25 сентября 1946 года, Багаряк) — советский и российский тренер и преподаватель по лёгкой атлетике. Заслуженный тренер РСФСР (1982).

## Биография
Родился 25 сентября 1946 года в селе Багаряк Каслинского района Челябинской области.
В 1968 окончил факультет физического воспитания Челябинского государственного педагогического института.
После службы в армии работал в Челябинском пединституте сначала ассистентом, а с 1973 года — старшим преподавателем кафедры лёгкой атлетики.
С 1986 по 1992 год работал старшим тренером-преподавателем школы высшего спортивного мастерства Челябинского областного комитета по физической культуре и спорту.
С 1992 года работает тренером-преподавателем ДЮСШ олимпийского резерва № 2 имени Л. Н. Мосеева по лёгкой атлетике.
Наиболее высоких результатов среди воспитанников Слободчикова добились:
- Александр Зверев — серебряный призёр Паралимпийских игр 2012 года[5][6][7],
- Валерий Грязнов — серебряный призёр чемпионата мира по кроссу среди юниоров 1980 года, призёр чемпионатов СССР в помещении (1982, 1987),
- Евгений Жеребин — серебряный призёр чемпионата мира по кроссу среди юниоров 1981 года, чемпион СССР 1988 года, чемпион СССР в помещении 1987 года,
- Ринат Алтынгужин — серебряный призёр чемпионата СССР по кроссу 1983 года, чемпион СССР по кроссу 1985 и 1986 годов.
- Любовь Скрипкина — чемпионка СССР 1981 года,
- Надежда Изодёрова — серебряный призёр чемпионата СССР в помещении 1991 года,
- Анна Сапожникова — двукратная чемпионка Европы МПК 2014 года, многократный призёр чемпионатов мира МПК[8].

## Награды и звания
- Почётное звание «Заслуженный тренер РСФСР» (1982).
- Почётная грамота Министерства образования и науки Челябинской области (2006).
- Почётная грамота Президента Российской Федерации (2013)[9].